# Anton Vanko
Anton Vanko (10. ledna 1918 Lednické Rovne – 8. prosince 1944 Bradwell) byl slovenský pilot 312. československé stíhací perutě.

## Život

### Před druhou světovou válkou
Anton Vanko se narodil 10. ledna 1918 V Lednických Rovních u Púchova v rodině sedláka Karola Vanka a jeho druhé manželky Anny, rozené Hantákové, jako jedno z jeho devíti dětí. Vychodil čtyři ročníky měšťanské školy. Vyučil se sklářem a začal pracovat ve sklárnách v rodné obci. Byl členem Skauta a Sokola, hrál na křídlovku na tanečních zábavách. Jeho starší bratr Karol mu v době své vojenské prezenční služby pomohl k přijetí do armádní školy pro letecký dorost v Prostějově, po jejím absolvování působil v Piešťanech a Trenčianských Biskupicích.

### Druhá světová válka
Po rozpadu Československa v březnu 1939 přešel Anton Vanko do slovenského armádního letectva a již v květnu téhož roku poprvé na francouzském konzulátu v Bratislavě sondoval zájem Francie o slovenské piloty, ale nepochodil. Po vypuknutí druhé světové války působil jako kurýrní pilot mezi frontou a zázemím. Na počátku roku 1943 se společně s Františkem Slezákem, Ľudovítem Pollákem, Jozefem Komanem a Jánem Bžochem rozhodl uletět ze Slovenska za strojem Avia B-71.19 V-3 opravované v leteckých opravnách v Trenčianských Biskupicích. Prvním termínem odletu, který nevyšel, byl 4. duben 1943. Dne 18. dubna již byli úspěšní a po přeletu Maďarska, Rumunska a Bulharska byli z důvodu vynechání jednoho z motorů nuceni nouzově přistát nedaleko Istanbulu. Místními úřady byli zadrženi, ale po zdlouhavých peripetiích se jim podařilo dostat se do Jeruzaléma, kde se na československém konzulátu 25. srpna 1943 přihlásili do Československé armády v zahraničí. Následovaly další problémy vyplývající z toho titulu, že se oficiálně jednalo o občany spojenecké země nacistického Německa, než se přes Káhiru a Alžír dostali do  Spojeného království. Do Londýna dorazili 14. října 1943, kde jim Vladimír Clementis zorganizoval setkání s tiskem, neboť pochopil, že jimi absolvovaná anabáze bude pro britské noviny zajímavým tématem. Všichni byli přijati do Royal Air Force a Anton Vanko byl po přeškolení na britskou leteckou techniku u 57. OTU zařazen k 312. československé stíhací peruti. Dne 8. prosince 1944 zahynul ve stroji Supermarine Spitfire F Mk.IXC MH357 DU-Z na letišti Bradwell během startu k doprovodu bombardérů nad Duisburg. Za mlhy došlo ke srážce se za ním startujícím letounem, kdy se Vankův stroj z neznámých příčin pohyboval příliš pomalu. Oba stroje začaly hořet a Antonu Vankovi se neporařilo jej opustit. Pohřben byl na hřbitově v Brookwoodu. Dosáhl hodnosti štábního rotmistra.

## Ocenění

### Vyznamenání
- Československý válečný kříž 1939

### Posmrtná ocenění
- Anton Vanko byl v roce 1991 in memoriam povýšen do hodnosti podplukovníka
- V roce 2018 byla Antonu Vankovi v centru rodné obce Lednické Rovne odhalena pamětní deska[2]